# 전문경
전문경(중국어: 田文鏡, 병음: tián wén jìng 톈원징[*], 1662년 ~ 1733년)은 청나라 옹정제 때의 대신이다. 기존에는 한군 정람기(正藍旗) 출신이었으며, 후에 한군 정황기(正黃旗)로 변경되었다.